# Cephalozia setulosa
Cephalozia setulosa là một loài rêu tản trong họ Cephaloziaceae. Loài này được (Leitg.) Spruce miêu tả khoa học lần đầu tiên năm 1882.